# Lotte Lenya

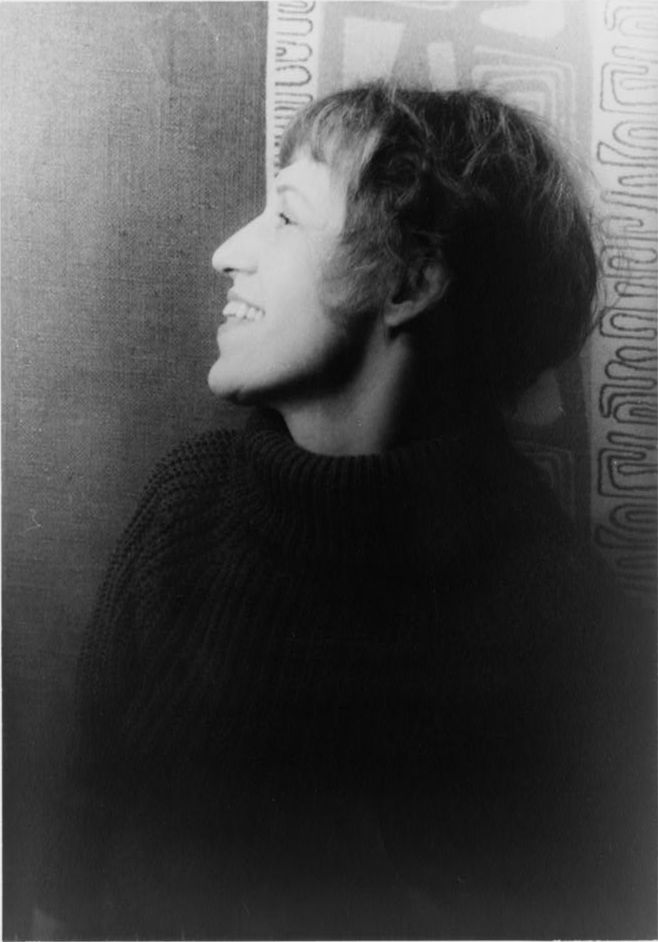
Lotte Lenya em 1962.

Lotte Lenya (nome de batismo: Karoline Wilhelmine Charlotte Blamauer) (Viena, 18 de outubro de 1898 - Nova York, 27 de novembro de 1981) foi uma atriz e cantora austríaca.
Nascida na Áustria-Hungria, ela é mais conhecida nos países de língua alemã e no mundo da música clássica pelas interpretações das músicas de seu marido, o compositor Kurt Weill. No mundo do cinema internacional de fala inglesa, Lenya é lembrada por suas atuações no filme The Roman Spring of Mrs. Stone, que lhe valeu uma nomeação ao Oscar de melhor atriz coadjuvante, e pela fria vilã Rosa Klebb de Moscou contra 007, o segundo filme da franquia de James Bond.